# Sainte-Marie-de-Ré
Sainte-Marie-de-Ré là một xã ở tỉnh Charente-Maritime thuộc vùng Nouvelle-Aquitaine tây nam nước Pháp.

## Dân số
- Danh xưng cư dân địa phương Sainte-Marie-de-Ré: Maritais.
- Danh xưng cư dân địa phương La Noue: Nouais.

| Năm    | 1968 | 1976 | 1982 | 1990 | 1999 |
| ------ | ---- | ---- | ---- | ---- | ---- |
| Dân số | 1195 | 1165 | 1317 | 1806 | 2655 |

## Thành phố kết nghĩa
- Pierrefort
- Xã của tỉnh Charente-Maritime